# Pahorek u Ledčic
Evropsky významná lokalita Pahorek u Ledčic byla vyhlášena v roce 2009, stejnojmenná přírodní památka zde byla zřízena v roce 2016, v databázi AOPK ČR stále figuruje pouze v podobě evropsky významné lokality, protože Krajský úřad Středočeského kraje stále nezaslal do AOPK ČR dokumentaci k vyhlášení, jak mu to ukládá zákon. Proto nelze tedy dohledat její číselný kód ani aktuálně platný plán péče o PP. Nachází se severovýchodně od podřipské vsi Ledčice v okrese Mělník ve Středočeském kraji, východně od polní cesty směřující k Horním Beřkovicům, resp. do rozsáhlého lesa zvaného V Čarodole či Podmoklina. Naproti chráněnému pahorku je nevýrazné návrší Na Občinách (267 m). Z chráněného území je vidět Říp a okolí Ledčic.

## Předmět ochrany
Předmětem ochrany jsou otevřené trávníky kontinentálních dun s paličkovcem (Corynephorus) a psinečkem (Agrostis) a biotop evropských suchých vřesovišť s výskytem vzácných a ohrožených společenstev organismů.
Lokalita chrání západní část nevýrazného pahorku na okraji štěrkopískové terasy řeky Vltavy, obklopeného polnostmi a zatravněnými plochami. Vlastní plochu chráněného území pokrývají travní porosty s několika solitérně rostoucími dřevinami. 
Území je součástí celku Dolnooharská tabule, podcelku Řípská tabule a okrsku Krabčická plošina. Ta je tvořena turonskými slínovci, písčitými slínovci a spongility z velké části zakrytými kvartérními fluviálními a eolickými sedimenty. Fytogeograficky patří chráněné území Pahorek u Ledčic do fyt. podokresu 7b, Podřipská tabule.
Botanicky je lokality především domovem druhů charakteristických pro chudá stanoviště na písčitých substrátech. Roste zde mj. psineček obecný (Agrostis capillaris), psineček tuhý (Agrostis vinealis), trávnička obecná (Armeria elongata), zvonek okrouhlolistý (Campanula rotundifolia), jestřábník chlupáček (Hieracium pilosella), jetel rolní (Trifolium arvense), kostřava ovčí (Festuca ovina), šťovík menší (Rumex acetosella) či pavinec horský (Jasione montana). V minulosti zde byla nalezena i kostřava písečná (Festuca psammophila). Na lokalitě se vyskytují rovněž charakteristické druhy acidofilních trávníků. Patří k nim mj. svízel syřišťový (Galium verum), ovsíř luční (Helictotrichon pratense), hvozdík kartouzek (Dianthus carthusianorum), smělek štíhlý (Koeleria macrantha), máčka ladní (Eryngium campestre), psineček (Achillea cf. pannonica), mochna písečná (Potentilla arenaria), pelyněk ladní (Artemisia campestris) či mařinka psí (Asperula cynanchica). V okrajových částech lokality dochází k nežádoucímu šíření třtiny křovištní (Calamagrostis epigeios) a ovsíku vyvýšeného (Arrhenatherum elatius).
Z hlediska zoologického zatím území nebylo zevrubněji prozkoumáno, ale předpokládá se zde výskyt hmyzu vázaného na rozvolněné trávníky na písčitém substrátu a obnažené písečné plochy. Byla zde pozorována ještěrka obecná (Lacerta agilis) a nory, patřící pravděpodobně králíku divokému (Oryctolagus cuniculus).

## Fotogalerie

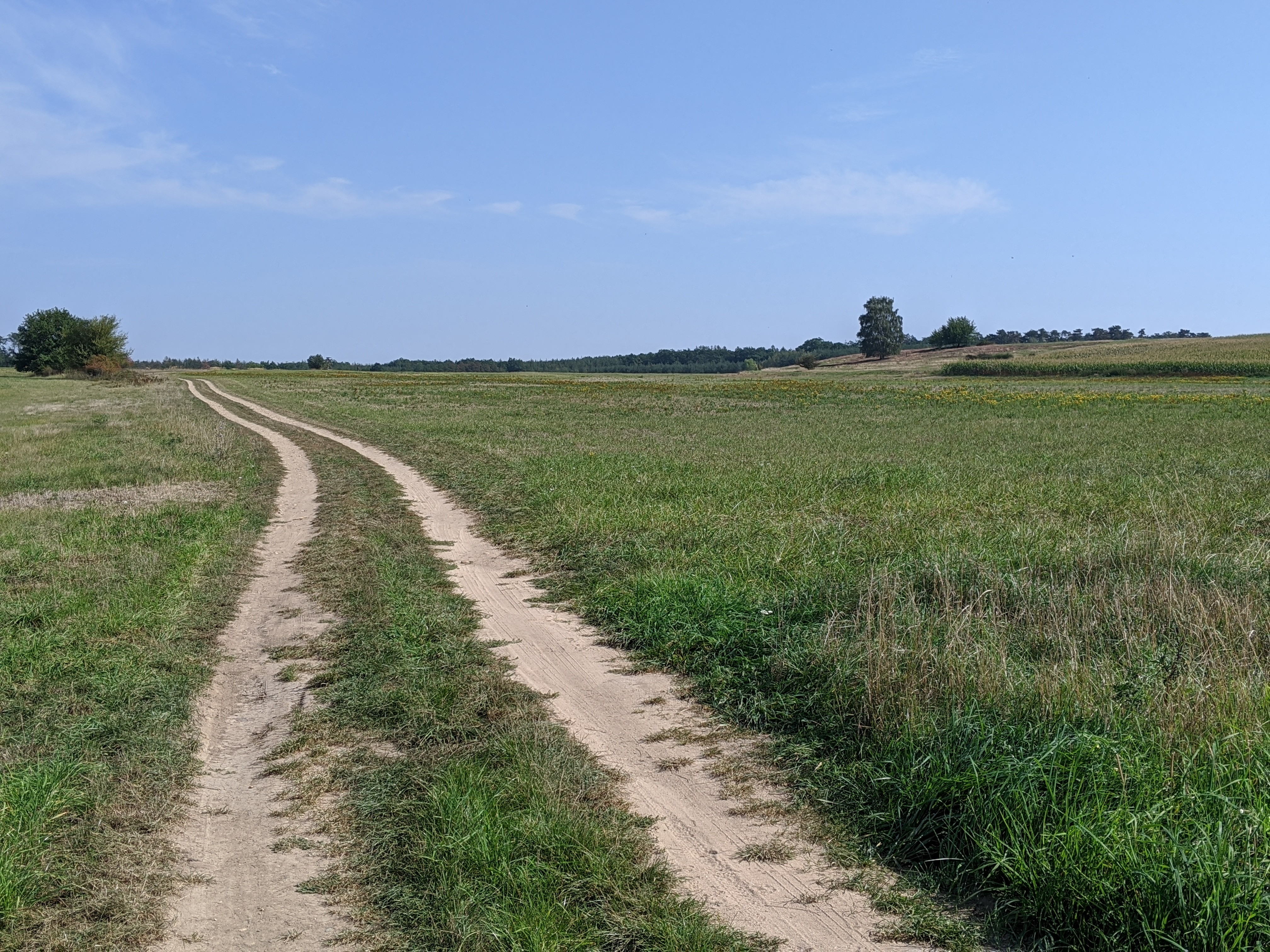
celkový pohled od cesty od jihu
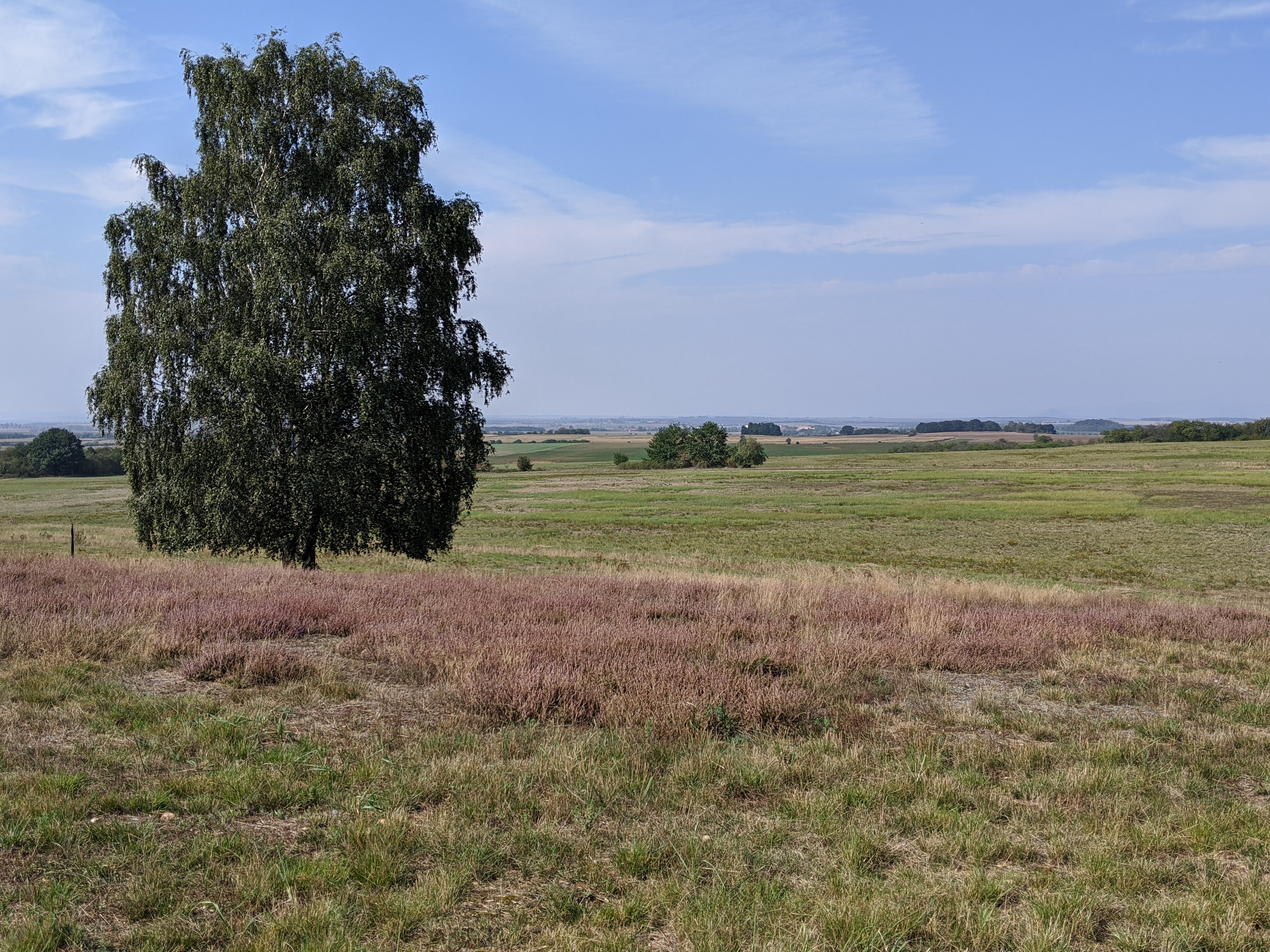
vřesoviště
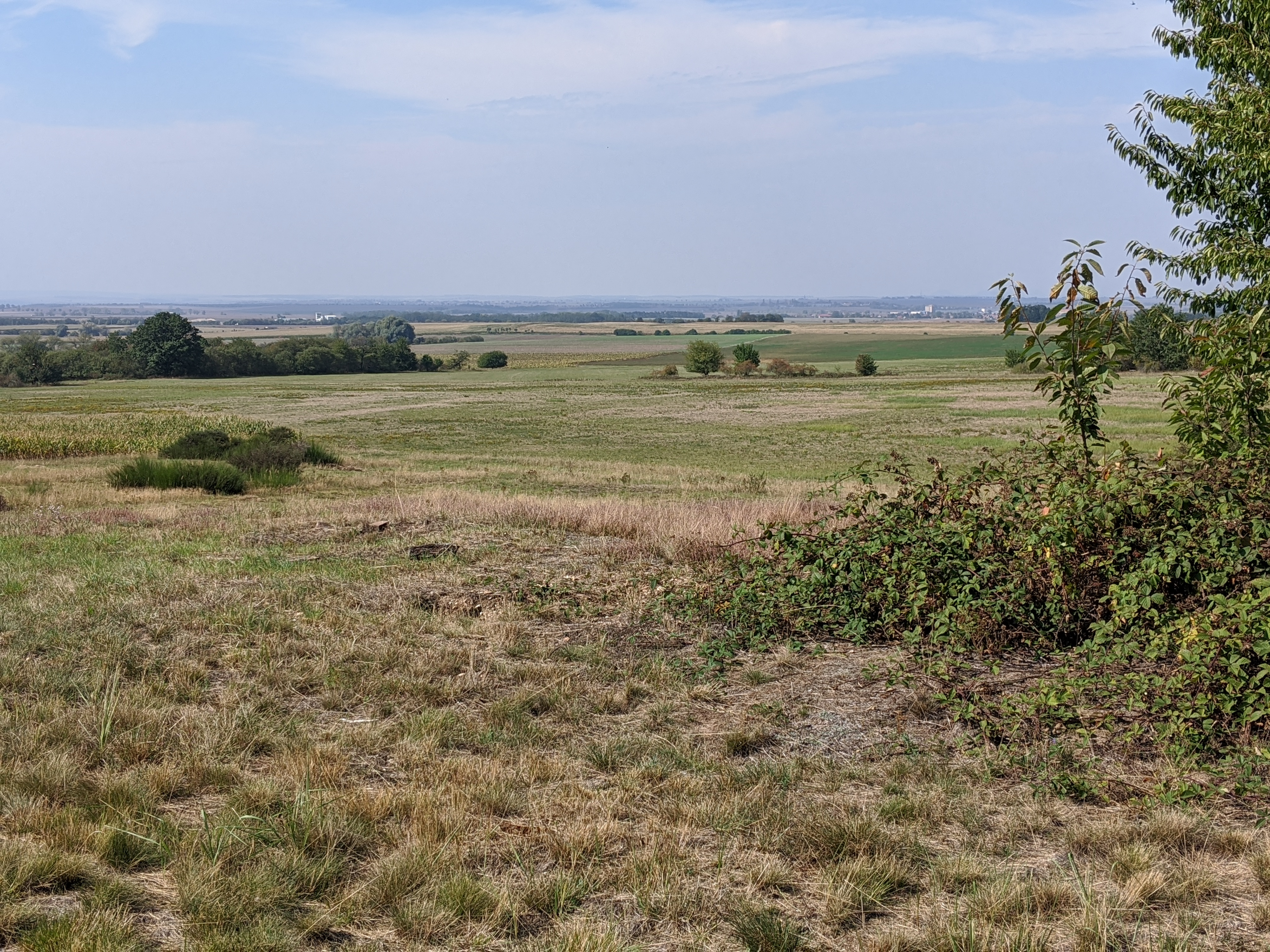
vyhlídka na Ledčicko
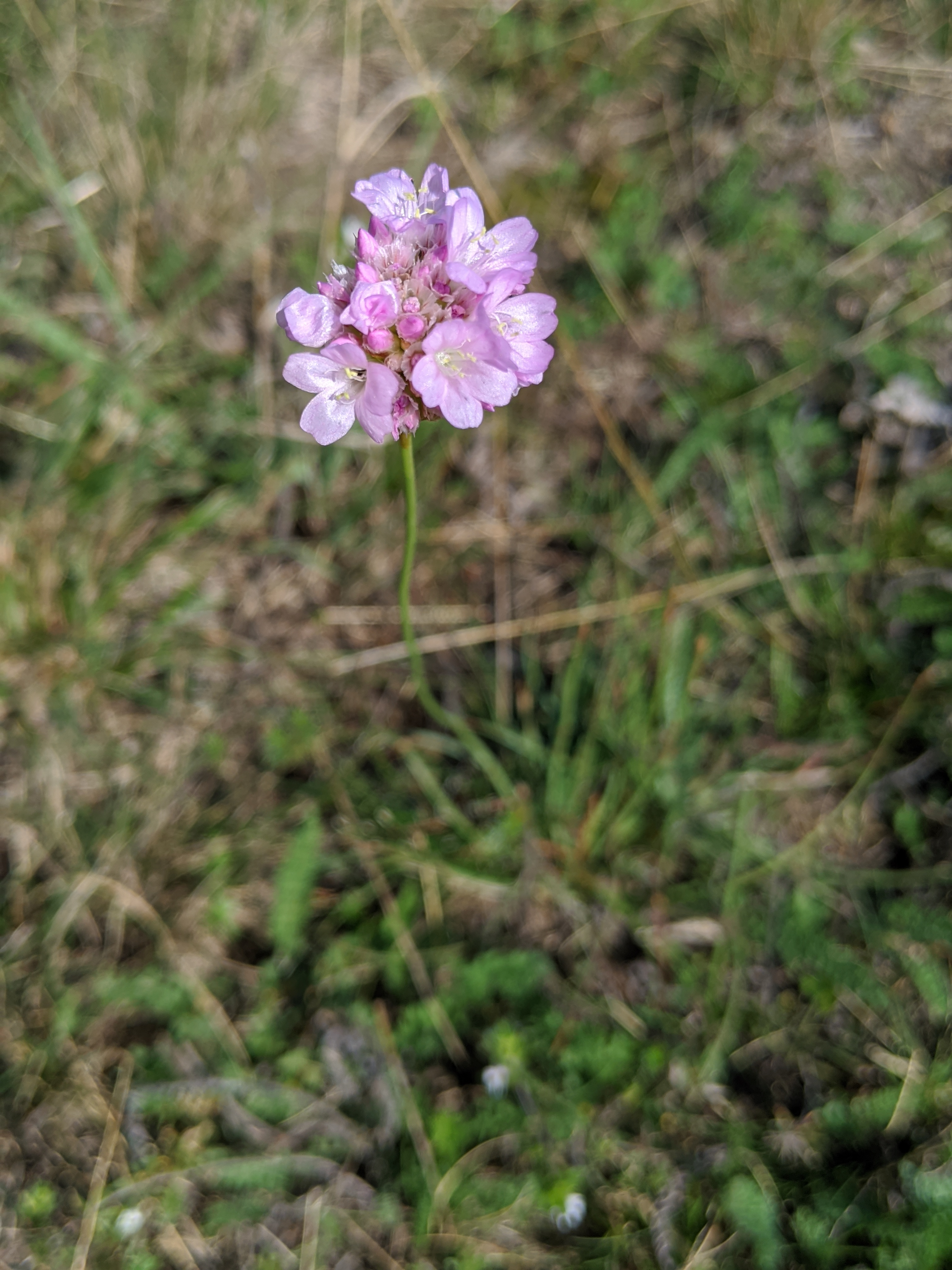
flóra na lokalitě: trávnička obecná
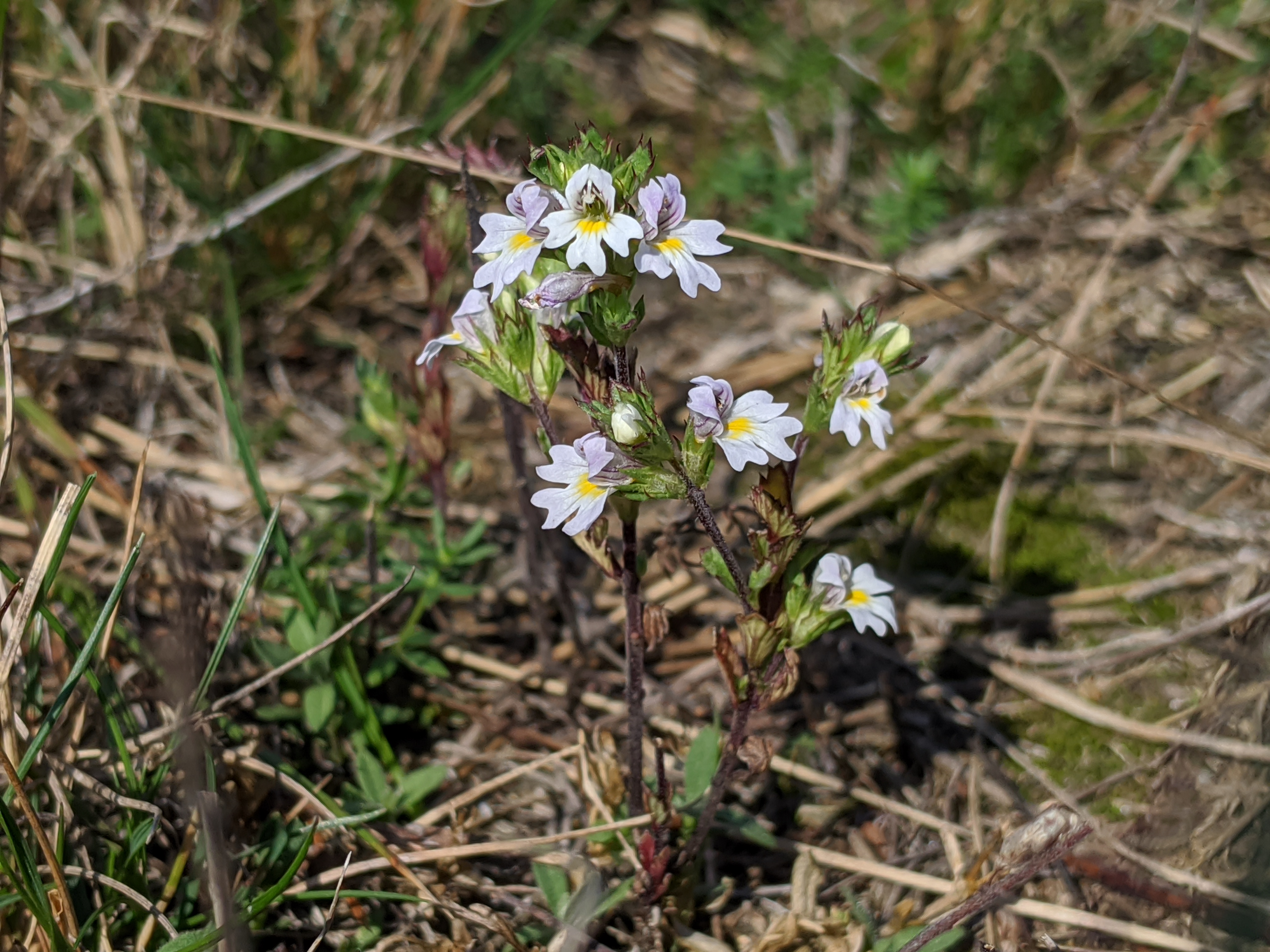
flóra na lokalitě: světlík lékařský
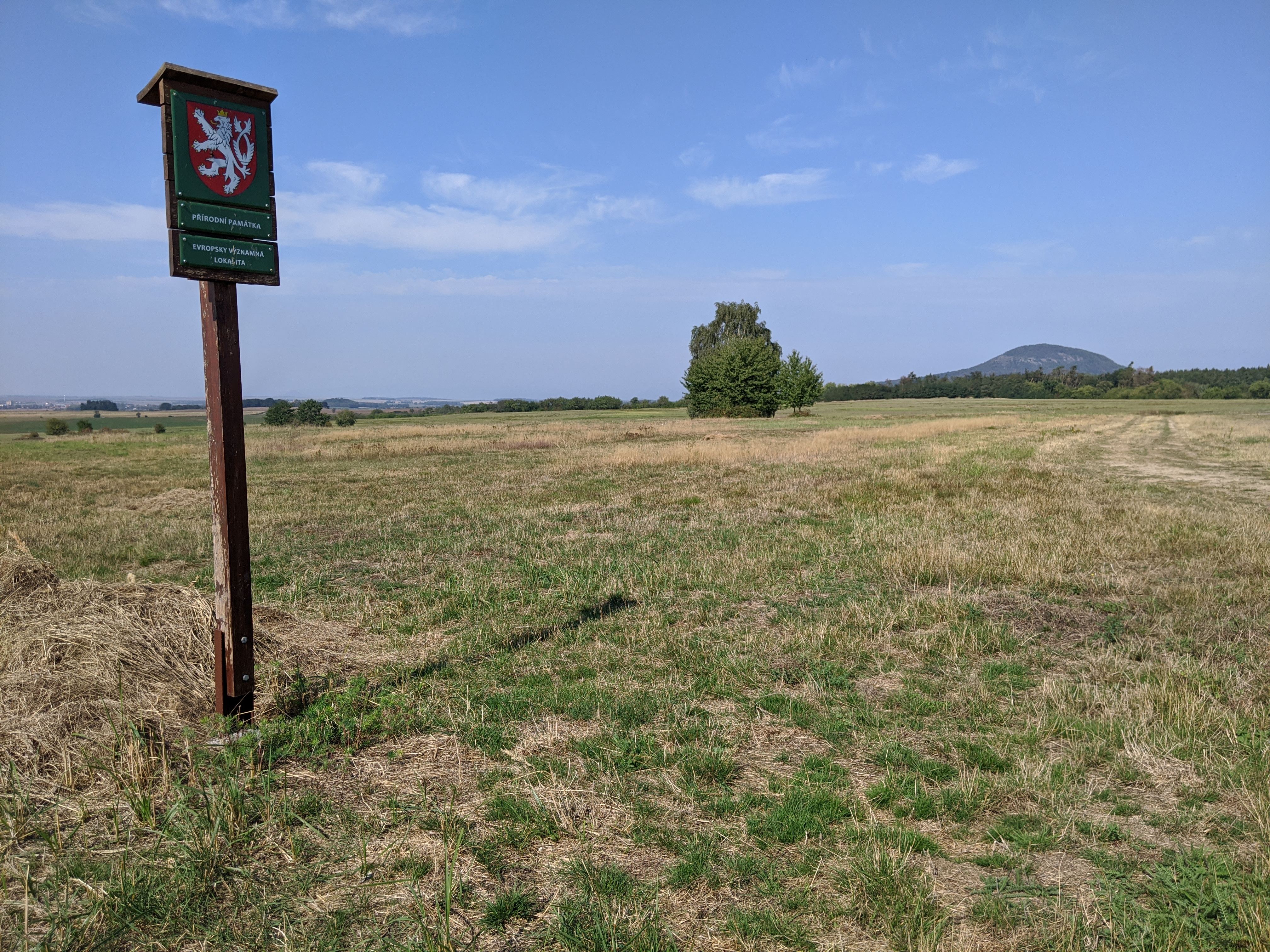
cedule na okraji PP